# Discovery (nadawca)
Discovery, oficjalnie Discovery, Inc., do 6 marca 2018 Discovery Communications, Inc., też Discovery Communications – jeden z największych nadawców programów edukacyjnych i dokumentalnych. Jego siedziba znajduje się w Silver Spring w amerykańskim stanie Maryland. Korporacja zatrudnia około 4600 pracowników, natomiast jej programy są oglądane w ponad 180 krajach świata w 39 językach. Posiada ponad 100 stacji telewizyjnych. Pierwszy kanał, Discovery Channel, został uruchomiony 17 czerwca 1985 roku.
8 kwietnia 2022 w wyniku fuzji spółek WarnerMedia i Discovery powstało przedsiębiorstwo Warner Bros. Discovery.

## Stacje telewizyjne firmy
- Discovery Channel
- TLC (The Learning Channel)
- Animal Planet HD
- Science Channel (w Europie Discovery Science)
- Investigation Discovery (dawniej Discovery Times)
- Eurosport 1
- Eurosport 2
- Discovery Travel & Living (w USA jako Travel Channel)
- BBC America
- Discovery Kids
- Discovery Knowledge (dawniej Discovery Civilisation)
- Discovery Wings (Military Channel)
- Discovery Home & Health
- Planet Green (do czerwca 2008 Discovery Home)
- OWN (The Oprah Winfrey Network) (do 2009 Discovery Health)
- Discovery Civilization Channel
- FitTV
- People+Arts
- Discovery Familia
- Discovery En Español
- Discovery Real Time
- Discovery Real Time Extra
- Discovery HD
- Velocity
- Discovery History
- Discovery Historia
- Discovery Life
- Discovery Turbo
- DTX (poprzednio Discovery World oraz Discovery Civilisation)
- DMAX
- Kanały wcześniej należące do Scripps Networks Interactive tj. HGTV, Food Network, Travel Channel, Cooking Channel, Magnolia Network, Great American Country, Fine Living, Asian Food Network
- W Polsce Discovery jest od 1 września 2017 roku właścicielem stacji telewizyjnej Metro[2], a od 6 marca 2018 roku stacji telewizyjnych Grupy TVN tj. TVN, TVN7, TTV, TVN24, TVN24 BiS, TVN Style, TVN Turbo, iTVN, iTVN Extra, TVN Fabuła, Travel Chanel, HGTV, Food Network[3].

## Inne branże i projekty

### Discovery Education
Discovery Education to zbiór materiałów dydaktycznych, udostępnianych i używanych w amerykańskich szkołach. W ramach projektu organizowane są także zawody naukowe dla młodzieży np. Young Scientist Challenge. Jest także właścicielem portali: Discovery School i Cosmeo.

### Discovery Commerce
Wydawnictwo książkowe i elektroniczne, a także producent sprzętu naukowego i zabawek edukacyjnych. Do Commerce należy sieć sklepów Discovery Store.

### Inne
- Discovery Digital Media – grupa mediów mobilnych, w tym kanał mobilny dla urządzeń przenośnych (telefon komórkowy itp.), sieć internetowych portali i usługa VOD.
- Discovery Studios – wewnętrzne studio, realizujące programy dokumentalne dla Discovery.
- Antenna Audio – multimedialne wycieczki. Spółka zakupiona.
- Silverdocs – festiwal filmów dokumentalnych.
- Discovery Channel Global Education Partnership – fundacja i zespół środków dydaktycznych, umożliwiających edukację społeczeństwa krajów trzeciego świata.
- Discovery Telescope – teleskop budowany wspólnie z Lowell Observatory.
- CSS Studios – spółka zakupiona. Właściciel grupy studiów w Hollywood.

## Przedstawiciele
Discovery Communications nadaje swoje programy bezpośrednio jedynie w Stanach Zjednoczonych. W pozostałych krajach stacje są nadawane przez przedstawicieli, m.in. Discovery Networks Europe, który transmituje programy do krajów Europy, Bliskiego Wschodu i Afryki poprzez kwaterę główną w Londynie oraz biura obsługujące kraje Beneluksu, Zachodnią Europę oraz kraje nordyckie; ten oddział nadaje programy Discovery również w Polsce.
Pozostali przedstawiciele to np. Discovery Networks Asia, Discovery Networks Latin America lub Discovery Networks Canada.

## Przejęcie Scripps Networks Interactive
31 lipca 2017 roku firma Discovery Communications ogłosiła, że kupi amerykański Scripps Networks Interactive za 14,6 miliarda dolarów w ramach transakcji gotówkowej i akcyjnej. 6 lutego 2018 roku Komisja Europejska wydała warunkową zgodę na tę transakcję oraz odrzuciła wniosek Polski żeby decyzję w tej sprawie podjął krajowy Urząd Ochrony Konkurencji i Konsumentów. Warunkiem jaki postawiła Komisja Europejska jest udostępnianie przez Discovery Communications operatorom telewizyjnym stacje telewizyjne TVN24 i TVN24 BiS za "rozsądną cenę". 26 lutego 2018 roku Departament Sprawiedliwości Stanów Zjednoczonych zakończył postępowanie dotyczące kupna Scripps Networks Interactive przez Discovery Communications i nie zgłosił zastrzeżeń do tej transakcji. 6 marca 2018 roku Discovery Communication poinformowało o zakończeniu transakcji i tym samym przejęciu firmy Scripps Networks Interactive. Firma ogłosiła też, że będzie działać pod nazwą Discovery, a do rady nadzorczej dołączył prezes i CEO Scripps Networks Interactive Kenneth W. Lowe.